# Lista de partidos políticos na Guiné-Bissau
A Guiné-Bissau é um estado democrático. Quase sempre o partido vencedor das eleições legislativas tem sido o PAIGC.

## Partidos
- Partido Africano para a Independência da Guiné e Cabo Verde
- Partido para a Renovação Social
- Partido Unido Social Democrático
- Partido Republicano para a Independência e Desenvolvimento
- Aliança Democrática
- Partido para a Nova Democracia
- Partido da Convergência Democrática
- União para a Mudança
- Movimento Patriótico
- Assembleia do povo Unido - Partido Democrático da Guiné-Bissau
- Movimento para Alternância Democrática
- Liga Guineense para Proteção Ecológica
- Partido Democrático Socialista
- Frente Democrática Social
- Resistência da Guiné-Bissau-Movimento Bafatá
- Partido da Unidade Nacional
- Aliança Popular Unida
- União Nacional para a Democracia e o Progresso
- Partido dos Trabalhadores
- Partido do Manifesto do Povo
- Partido Socialista da Guiné-Bissau
- Fórum Cívico Guineense-Social Democracia
- Partido Popular Guineense
- Partido Social Democrática
- Congresso Nacional Africano
- Frente Patriótica de Salvação Nacional
- Partido Democrático Guineense
- Partido Africano para o Desenvolvimento
- União Patriótico Guineense
- Centro Democrático
- Movimento Guineense para o Desenvolvimento
- Partido da Reconciliação Nacional
- Partido da Renovação e Progresso
- Partido Democrático Socialista da Salvação Guineense
- Partido de Solidariedade e Trabalho
- Partido da Renovação e Progresso
- Partido da Nova Força Nacional
- Partido Africano para a Liberdade Organização e Progresso
- Partido para Desenvolvimento de Combate a Pobreza